# Richard Monvoisin
Richard Monvoisin, né le 31 décembre 1976 à Tours (Indre-et-Loire), est un ingénieur de recherche enseignant à l'Université Grenoble-Alpes et vulgarisateur français. Docteur en didactique des sciences, il est l’une des figures du mouvement sceptique et zététique francophone.

## Biographie

### Jeunesse et études
Après une maîtrise de sciences physiques et un diplôme d'études approfondies (DEA) en didactique des sciences à l'Université Grenoble-Alpes, Richard Monvoisin effectue deux années de coopération décentralisée à Kindia, Guinée-Conakry en 2000.
En 2003, il commence une thèse de didactique des sciences, en codirection avec les professeurs Henri Broch et Daniel Raichvarg puis Patrick Lévy. Sa thèse Pour une didactique de l'esprit critique, Zététique et utilisation des interstices pseudoscientifiques dans les médias traite du rôle des médias dans la promotion de thèmes paranormalistes et spiritualistes, et de l’outillage que l’on peut en tirer en vue de l’enseignement de la pensée critique. Soutenue en 2007, présidée par l'astrophysicienne Claudine Kahane, les rapporteurs en furent Jean Bricmont et Guillaume Lecointre. À l'issue de cette soutenance, il est docteur en didactique des sciences.

### Parcours professionnel
Richard Monvoisin rejoint le Cercle zététique Rhône-Alpes en 2002, puis cofonde l’Observatoire zététique à Grenoble en 2003.
En 2010, il cofonde le Collectif de recherche transdisciplinaire esprit critique et sciences (Cortecs) avec Denis Caroti, Guillemette Reviron et Nicolas Gaillard. S’y joindront entre autres Clara Egger.
En 2012, il est recruté comme ingénieur de recherche sur une mission « Science, critique, société ». De 2017 à 2022, il est chercheur associé au laboratoire de sciences de l’éducation LARAC, puis rejoint le laboratoire TimC.
Richard Monvoisin enseigne la pensée critique dans différentes universités et institutions publiques, et jusqu’en 2017 en centre de détention.
Entre 2022 et 2024, il participe en tant qu'intervenant aux Rencontres de l'Esprit Critique à Toulouse.
En janvier 2023, Richard Monvoisin produit et enregistre la deuxième saison  « Votre Cerveau », collection de podcasts disponible sur France Culture. Le podcast, nommé « Déjouer les manipulations, avec Richard Monvoisin», propose six épisodes, de dix minutes, et aborde comment déjouer les manipulations sincères ou malveillantes que nous pouvons rencontrer aux quotidiens. Chaque épisode est disponible à la lecture sur son blog.
En 2024, il produit avec la journaliste Myriam Prévost un podcast  France Culture intitulé "Dans la peau d'un cadavre", dans lequel il prépare joyeusement ses propres obsèques et aborde la mort sous différents angles. La parution est annoncée pour le 22 août.

## Travaux
Ses travaux portent sur l’acquisition d’éléments de pensée critique, ainsi que sur l’analyse de théories et de thérapies controversées, et notamment : 
- le placebo, son histoire et son éthique[7] ;
- les thérapies alternatives[8],[9] ;
- la gestion de l’incertitude par les professionnels de santé[10];
- les naissances dites "naturelle" ou "physiologique"[11]

Ses enseignements sont centrés sur la transmission du scepticisme scientifique, de la zététique, de l’esprit critique. Une version de 2017 de ses 24 heures de cours de licence, ainsi que des vidéos pédagogiques sont disponibles en ligne sur YouTube et Skepticon,.

## Engagements et prises de position

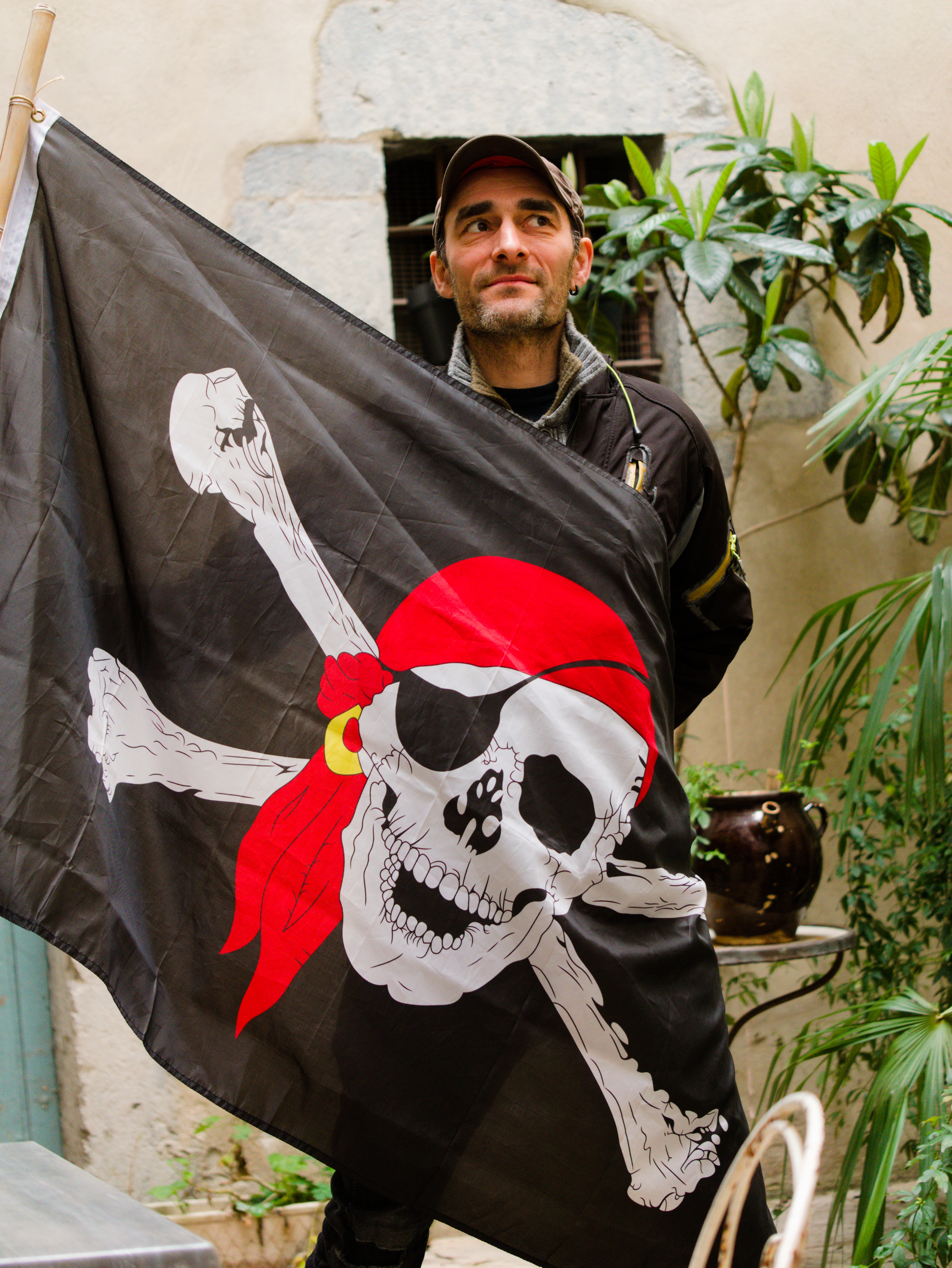
Richard Monvoisin drappé dans un drapeau pirate, drapeau symbolisant ici la lutte contre le "racket" des journaux scientifiques.

Richard Monvoisin est athée. Il promeut le féminisme matérialiste, la cause animale,, et défend le modèle de la Sécurité sociale française.
Richard Monvoisin fut membre de l’Observatoire zététique de 2003 à 2008 et du Collectif de recherche transdisciplinaire esprit critique et sciences (Cortecs) de 2010 à 2017.
Il est adhérent régulier du Formindep et d’Acrimed.
Il contribue épisodiquement au Monde Diplomatique, à Manière de voir, Espèces, Sciences et pseudosciences, Prescrire, L’Amorce et Le Postillon.
Il co-anime une chaîne épisodique, Mi-fougue mi-raison, avec l’informaticien Nicolas Vivant.
Il a réalisé de nombreux cycles d’événements à destinations des étudiants et du grand public, en particulier les Disputatio.

## Publications

### Livres
- Le Sarkozy sans peine Vol. 1 : la république, les religions, l'espérance, Infokiosques, 2005.
- Les fleurs de Bach - Enquête au pays des élixirs, 2008.
- Quantox, Mésusages idéologiques de la mécanique quantique, Book-e-book.com, 2011.
- Tout ce que vous n’avez jamais voulu savoir sur les thérapies manuelles, avec Nicolas Pinsault, Presses universitaires de Grenoble, 2014.
- Esprit critique, es-tu là ? Book-e-book, 2015 (ouvrage collectif)
- La Sécu, les vautours et moi. Les enjeux de la protection sociale, avec Nicolas Pinsault, éditions du Détour, 2017.
- 50 ans de zététique, entretien, avec Henri Broch, édition BoD, 2023.
- Recherches sur les naissances « physiologique » et « naturelle », wikilivre collaboratif, 2024, avec Sarah Duflon de l'association Naît-Sens.
- Ça pousse où, le jambon ?, album illustré dessiné par GRA, éditions les trois canards, 2025.
- Peut-on déjouer les fake news ?, éditions la martinière jeunesse, collection ALT, 2025

### Contributions à des livres
- (Préface) La Mythologie chrétienne, « Zack & Zoé zététiciens en herbe », de Jean-Michel Abrassart et Marius Nottet (2019).
- (Préface) « Ma vie en anthroposophie », de Grégoire Perra et Élisabeth Feytit (2020).
- (Préface) Cosmobacchus, de Jean-Michel Meybeck, éditions Eidola (2022).
- (Préface) Petit précis d'esprit critique, de Mathilde Baudy et Elodie Callis, la belle étoile (2023).
- (chapitre) Les créationnismes. Une menace pour la société française ? d'Olivier Brosseau et Cyrille Baudoin, Syllepse, 2008.
- (chapitre) Qu'est-ce que la science... pour vous ? Tome 2, éditions Matériologiques, 2018.
- (chapitre) Donnons-nous aujourd'hui notre soin covidien, avec Nicolas Pinsault, PUG, 2020.
- (chapitre) Être bien informé aujourd’hui, dans L'information est un sport de combat, d'Adam Bouiti, Investig'action, 2024.

### Vidéos notables
- Zététique : Richard Monvoisin, Lazarus Mirages, 2013
- Zététique & autodéfense intellectuelle, Cours de Licence (24h), (2017) Chaine YouTube « Hauteurs » , Université Grenoble-Alpes & Skeptikon
- Le Capital Symbolique, documentaire Les lois de l'attraction mentale, la Tronche en biais, 2018
- Disputatio Souffrance animale, Chaine YouTube « Hauteurs », Université Grenoble-Alpes, 2018
- Le placebo dans tous ses états : entretien avec Nicolas Pinsault, 2020, Chaine YouTube « Hauteurs »5, Université Grenoble-Alpes & Skeptikon
- Thinkerflou - Richard Monvoisin : Zététique, esprit critique et manipulation médiatique, Kawa TV
- Richard Monvoisin, Les médecines alternatives, pourquoi un tel succès, L’extracteur, 2021 – version courte2 sur YouTube, version longue sur Skeptikon3
- Libre influence, Thérapies alternatives, d’Alexandre Presier, 2021

### Podcast
- Votre cerveau, saison 2 : Déjouer les manipulations (6 épisodes), France Culture, avril 2023
- Dans la peau d’un cadavre (10 épisodes), France Culture, août 2024